# Асадо
Асадо је техника прављења роштиља и друштвени догађај организовања или присуства роштиљу у разним земљама Јужне Америке, посебно Аргентини и Уругвају, где је то такође традиционални догађај. Асадо се обично састоји од говедине, свињетине, пилетине, чориза (пикантна кобасица) и морциле, које се кувају на роштиљу, који се назива париља, или на отвореној ватри. Месо углавном прати црно вино и салате. Ово месо припрема асадор или париљеро.

## Историја
Огромна стада дивље стоке лутала су великим делом степе Пампа у Аргентини до средине деветнаестог века. Становници Рио де ла Плате, посебно гаучо јахачи, развили су наклоност према говедини, посебно асаду, односно печеној говедини (или јагњетини или јарцу). Месо, често уз ребра, нанизано је на метални оквир који се назива асадор и пржи се стављањем поред лагано горуће ватре. Гаучоси су фаворизовали кување асада са дрветом дрвета кебрачо, јер гори врло мало. Асадо, у пратњи чаја од мате, чинио је основу гаучо дијете.

## Припрема
Обично асадор започиње паљењем угља, који је често направљен од домаћег дрвећа, избегавајући борове и еукалиптус јер имају смоле јаког мириса. У софистициранијим асадовима угљен је од специфичног дрвета или је направљен на угљу недавно изгорелог дрвета, што је такође уобичајено када се асадо налази на логорској ватри. У Уругвају се не користи угљен, већ директни жар или врући угаљ.
Кување се може радити на начин ал асадор или а ла париља У првом случају, ватра се ложи на земљи или у камину и окружује металним крстовима (асадорес) који држе читав труп животиње отвореним да прима топлоту од ватре. У другом случају се ложи ватра и након формирања угља преко ње се постави роштиљ са месом.